# دموکراسی کثرت‌گرا
دموکراسی کثرت‌گرا (به انگلیسی: Pluralist democracy) یک نظام سیاسی است که در آن بیش از یک مرکز قدرت وجود دارد. دموکراسی‌های مدرن طبق تعریف کثرت‌گرا هستند زیرا دموکراسی‌ها آزادی تشکل‌ها را مجاز می‌شمارد. با این حال، کثرت‌گرایی ممکن است بدون دموکراسی وجود داشته باشد. در یک جامعهٔ دموکراتیک، افراد با تشکیل ائتلاف‌های انتخاباتی موفق به موقعیت‌های سیاسی می‌شوند. چنین ائتلاف‌هایی از طریق فرایند مناظره و ائتلاف رهبران سیاسی و رهبران فرعی سازمان‌های مختلف در جامعه شکل می‌گیرند. تشکیل ائتلاف‌های انتخاباتی ضروری است. این به رهبران سازمانی توانایی ارائه خواسته‌ها و بیان دیدگاه‌های اعضای خود را می‌دهد. حامد کاظم‌زاده، پلورالیست کانادایی، معتقد است که دموکراسی کثرت‌گرا به معنای انبوهی از گروه هاست، نه مردم به عنوان یک کل، که می‌توانند جوامع را به عنوان اخلاق احترام به تنوع اداره، هدایت، رهبری و مدیریت کنند.